# NXT Heatwave (2023)
NXT Heatwave – specjalny odcinek cotygodniowego programu NXT. Odbył się 22 sierpnia 2023 w WWE Performance Center w Orlando w stanie Floryda. Emisja była przeprowadzana na żywo za pośrednictwem USA Network.

## Produkcja i rywalizacje
NXT Heatwave oferowało walki profesjonalnego wrestlingu z udziałem wrestlerów należących do brandu NXT. Wyreżyserowane rywalizacje (storyline’y) były kreowane podczas cotygodniowych gal NXT. Wrestlerzy są przedstawieni jako heele (negatywni, źli zawodnicy i najczęściej wrogowie publiki) i face’owie (pozytywni, dobrzy i najczęściej ulubieńcy publiki), którzy rywalizują pomiędzy sobą w seriach walk mających budować napięcie. Kulminacją rywalizacji jest walka wrestlerska lub ich seria.

### Ilja Dragunov vs. Trick Williams
Podczas sześcioosobowego tag team matchu Tricka Williamsa, Carmelo Hayesa i Ilji Dragunova 25 lipca na odcinku NXT, Dragunov przypadkowo uderzył Williamsa. Później, na tym samym odcinku, Williams miał pretensje do Dragunowa, że go uderzył. W następnym tygodniu, podczas segmentu za kulisami, Williams mówi Hayesowi, że chce działać dla siebie samego. Pod koniec tego samego odcinka pokazano winietkę Dragunova, w którym mówi, że nie skończył z Trickiem. 8 sierpnia, na NXT Heatwave ogłoszono walkę pomiędzy Dragunovem i Williamsem.

### Carmelo Hayes vs. Wes Lee
Podczas tag team matchu Carmelo Hayesa i Wesa Lee 1 sierpnia na odcinku NXT, Lee przypadkowo uderzył Hayesa Cardiac Kickiem, co kosztowało ich walkę. Po tej walce, Hayes i Lee kłócili się na środku ringu. W następnym tygodniu, Dijak skonfrontował się z Hayesem i powiedział, że zmierza po mistrzostwo NXT Hayesa. Lee pojawił się i stanął twarzą w twarz z Hayesem, aby porozmawiać o zeszłym tygodniu. Dijak przerwał i powiedział Lee, że nie ma go już na obrazku tytułowym. Lee postawił się Dijakowi, a Dijak wyszedł. Lee patrzył na Hayesa, ale został zaatakowany od tyłu przez Dijaka, który rzucał nim po szatni. Później, na tym samym odcinku, ogłoszono, że Lee zmierzy się z Dijakiem, aby wyłonić pretendenta do tytułu Hayesa na NXT Heatwave. Na odcinku z 15 sierpnia, Lee pokonał Dijaka.

### Nathan Frazer vs. Noam Dar
13 czerwca na odcinku NXT, Nathan Frazer pokonał Oro Mensaha, który walczył w imieniu partnera z Meta-Four, Noama Dara, z powodu kontuzji Dara, zdobywając NXT Heritage Cup. Przez następne tygodnie, Dar był w depresji i nie mógł zaakceptować, że nie jest już mistrzem, aż do odcinka NXT z 25 lipca, gdzie Lash Legend i Jakara Jackson przedstawilły Darowi „undisputed Heritage Cup”, dzięki któremu Dar nie wyglądał dłużej na przygnębionego. W następnym tygodniu, Tyler Bate złapał Meta-Four za kulisami i wyzwał Dara na pojedynek o jego tytuł w przyszłym tygodniu. Na odcinku z 8 sierpnia, Bate pokonał Dara i zdobył jego Heritage Cup. Później, na tym samym odcinku, Meta-Four zażądał zwrotu Darowi przegranego Heritage Cupu, a Frazer pojawił się i zasugerował, że Bate może zwrócić puchar, o ile Dar uzna, że fałszywy puchar jest fałszywy. Dar zrobił to i odzyskał fałszywy puchar. Na odcinku z 15 sierpnia, oficjalnie ogłoszono, że Frazer zmierzy się z Darem, aby wyłonić niekwestionowanego NXT Heritage Cup Championa.

### Von Wagner vs. Baron Corbin
15 sierpnia na odcinku NXT, Baron Corbin powiedział podczas promo, że zapoczątkował dla siebie nową erę, ale przerwał mu Von Wagner i jego menedżer Mr. Stone. Wagner wyzwał Corbina na walkę na NXT Heatwave, która została ogłoszona oficjalnie.

### Ivy Nile vs. Ava
Od maja, Schism (Joe Gacy, Jagger Reid, Rip Fowler i Ava) toczyli feud z Diamond Mine (Creed Brothers (Brutus i Julius) i Ivy Nile. 4 lipca na odcinku NXT, The Dyad (Reid i Fowler) pokonali Creed Brothers ze stypulacją, że przegrana drużyna musiała opuścić NXT. W ciągu następnych kilku tygodni, niezidentyfikowane osoby noszące maski Schism zaczęły kosztować grupę walki. Schism podejrzewali, że zamaskowane osoby to Creed Brothers, ale ten ostatni zaprzeczył. Walka pomiędzy Avą i Nile (singlowy debiut tej pierwszej) został później zaplanowany na NXT Heatwave.

### Rhea Ripley i „Dirty” Dominik Mysterio vs. Lyra Valkyria i Dragon Lee
27 czerwca na odcinku NXT, podczas konfrontacji Lyri Valkyrii i Jacy Jayne, Rhea Ripley pojawiła się, aby pochwalić Valkyrię. Trzy tygodnie później, Ripley wezwała Valkyrię, nazwała ją twardzielem, a Valkyria powiedziała, że udowodni jej, że się nie myli, a walka pomiędzy nimi została ustawiona na następny tydzień, w której Ripley wyszedła zwycięsko. W następnym tygodniu, Dragon Lee przerwał Ripley i „Dirty” Dominikowi Mysterio, który był już mistrzem Ameryki Północnej NXT, i wyzwał go na pojedynek o tytuł w przyszłym tygodniu. Mysterio zaakceptował. Na odcinku z 8 sierpnia, Mysterio pokonał Dragona Lee, aby zachować swój tytuł. Po tej walce, Valkyria zaatakowała Ripley. W następnym tygodniu, Ripley i Mysterio rzucili wyzwanie Valkyrii i Dragonowi Lee na Mixed tag team match na NXT Heatwave, które zostało zaakceptowane.

## Wyniki walk
| Nr                                 | Wyniki | Stypulacje                                                                           | Czas  |
| ---------------------------------- | --- | ------------------------------------------------------------------------------------ | ----- |
| 1                                  | Ilja Dragunov pokonał Tricka Williamsa poprzez pinfall                                                                           | Singles match                                                                        | 12:48 |
| 2                                  | Ivy Nile pokonała Avę (z Schism (The Dyad (Ripem Fowlerem i Jaggerem Reidem) i Joe Gacym) poprzez submission                     | Singles match                                                                        | 2:12  |
| 3                                  | Noam Dar (z Meta-Four (Oro Mensahem, Lash Legend i Jakarą Jackson)) pokonał Nathana Frazera (c) (z Tylerem Batem) z wynikiem 2–1 | British Rounds Rules match aby wyłonić niekwestionowanego NXT Heritage Cup Championa | 15:40 |
| 4                                  | Lyra Valkyria i Dragon Lee pokonali The Judgment Day (Rheę Ripley i „Dirty” Dominika Mysterio) poprzez pinfall                   | Mixed tag team match                                                                 | 14:04 |
| 5                                  | Carmelo Hayes (c) pokonał Wesa Lee poprzez pinfall                                                                               | Singles match o NXT Championship                                                     | 11:38 |
| (c) – mistrz/mistrzyni przed walką | |                                                                                      |       |